# Fourtou
Fourtou é uma comuna francesa na região administrativa de Occitânia, no departamento de Aude. Estende-se por uma área de 20,46 km². Em 2010 a comuna tinha 77 habitantes (densidade: 3,8 hab./km²).